# 豊中市立高等女学校
| 豊中市立高等女学校 | 豊中市立高等女学校                                          |
| ------------------ | ----------------------------------------------------------- |
| 創立               | 1941年                                                      |
| 所在地             | 大阪府豊中市桜井谷大字野畑 （現・豊中市宮山町二丁目1番1号） |
| 初代校長           |                                                             |
| 廃止               | 1948年                                                      |
| 後身校             | なし                                                        |
| 同窓会             |                                                             |

豊中市立高等女学校（とよなかしりつ こうとうじょがっこう）は、かつて大阪府豊中市にあった公立の高等女学校（旧制中等教育学校）。

## 概要
1937年（昭和12年）4月、豊中市克明第三尋常小学校に併設する形で実業学校の「豊中市立豊中高等実践女学校」が設置された（文部省告示第126号 昭和12年3月24日付で、設置と4月開校を認可）。
豊中市立実女は1941年3月31日に廃止され（文部省告示第346号 昭和16年3月13日付で、3月末の廃止を認可）、新たに高等女学校令による高等女学校の「豊中市立高等女学校」が設置された（文部省告示第255号 昭和16年3月13日付で、設置と4月開校を認可）。
豊中市立高女は太平洋戦争後の学制改革に際し、GHQなどが新制中学校の設置を優先する方針もあり、新制高等学校に移行せず1948年に廃校となり、校地は豊中市立第二中学校の敷地に転用され、生徒は男女共学となる大阪府立桜塚高等学校と大阪府立豊中高等学校に分かれて編入した。

## 沿革
- 1937年（昭和12年）4月 - 実業学校「豊中市立豊中高等実践女学校」設置[2]。
- 1941年
  - 3月31日 - 市立豊中実女が廃止[3]。
  - 4月 - 高等女学校の「豊中市立高等女学校」設置[4]（修業年限4年間、定員800人[1]）。
- 1943年4月 - 桜井谷大字野畑に校舎を新築し移転[1]。
- 1948年3月 - 学制改革に合わせ、廃校[1]。

## 学校施設
校地・校舎は、1948年廃校の翌4月1日から新制中学校の豊中市立第二中学校に転用された。